# كوليت أبيل
كوليت أبيل (بالإنجليزية: Colette Appel)‏ هي متزلجة فنية أمريكية، ولدت في 22 يوليو 1986 في هارتفورد في الولايات المتحدة.

## وصلات خارجية
- كوليت أبيل على موقع الاتحاد الدولي للتزلج (الإنجليزية)